# Rally Botafumeiro de 2014
El Rally Botafumeiro de 2014 fue la 25.ª edición y la tercera ronda de la temporada 2014 del Campeonato de Galicia de Rally. Se celebró entre el 23 y el 24 de mayo y contó con un itinerario de catorce tramos que sumaban un total de 134 km cronometrados. Dos de los tramos fueron anulados (TC5 y TC8), por lo que el kilometraje se redujo en 27 km.
El ganador fue Víctor Senra, con el Mitsubishi Lancer Evo X R4; fue su quinta victoria personal en el Botafumeiro. El segundo fue Iván Ares, que lograba su tercer podio consecutivo a bordo del Porsche 997 GT3, después de las victorias conseguidas en el Rally do Cocido y el Rally de Noita. Este resultado lo afianzaba como líder claro del campeonato, que lograría a final de temporada. En la tercera plaza se coló Iago Silva, con un Citroën C2 R2 Max.
En la categoría de históricos vencieron Miguel Millares en la clase HA18 y Fernando Piñeiro en la HA19.

## Itinerario
| Día   | TC   | Nombre               | Distancia | Ganador      | Tiempo       | Líder        |
| ----- | ---- | -------------------- | --------- | ------------ | ------------ | ------------ |
| Día 1 | TC1  | Escayolas Davimar    | 4,50 km   | Iván Ares    | 2:27,5       | Iván Ares    |
| Día 1 | TC2  | Grupo Fernández      | 2,20 km   | Víctor Senra | 1:56,2       | Iván Ares    |
| Día 2 | TC3  | Compostela Motor     | 10,30 km  | Víctor Senra | 6:23.9       | Iván Ares    |
| Día 2 | TC4  | Autos Patiño         | 14,35 km  | Iván Ares    | 8:15.5       | Iván Ares    |
| Día 2 | TC5  | Grupo Caeiro         | 13,65 km  | Neutralizado | Neutralizado | Iván Ares    |
| Día 2 | TC6  | Compostela Motor     | 10,30 km  | Víctor Senra | 6:10.6       | Iván Ares    |
| Día 2 | TC7  | Autos Patiño         | 14,35 km  | Víctor Senra | 8:34.5       | Víctor Senra |
| Día 2 | TC8  | Grupo Caeiro         | 13,65 km  | Neutralizado | Neutralizado | Víctor Senra |
| Día 2 | TC9  | Escayolas Davimar    | 4,50 km   | Víctor Senra | 2:31.8       | Víctor Senra |
| Día 2 | TC10 | Eulogio Viñal        | 8,95 km   | Iván Ares    | 5:00.3       | Víctor Senra |
| Día 2 | TC11 | Memorial Manolo Lojo | 13,38 km  | Iván Ares    | 8:06.3       | Víctor Senra |
| Día 2 | TC12 | Eulogio Viñal        | 8,95 km   | Iván Ares    | 5:05.4       | Víctor Senra |
| Día 2 | TC13 | Memorial Manolo Lojo | 13,38 km  | Iván Ares    | 8:17.7       | Víctor Senra |
| Día 2 | TC14 | Grupo Fernández      | 2,20 km   | Víctor Senra | 1:56.8       | Víctor Senra |

## Clasificación final

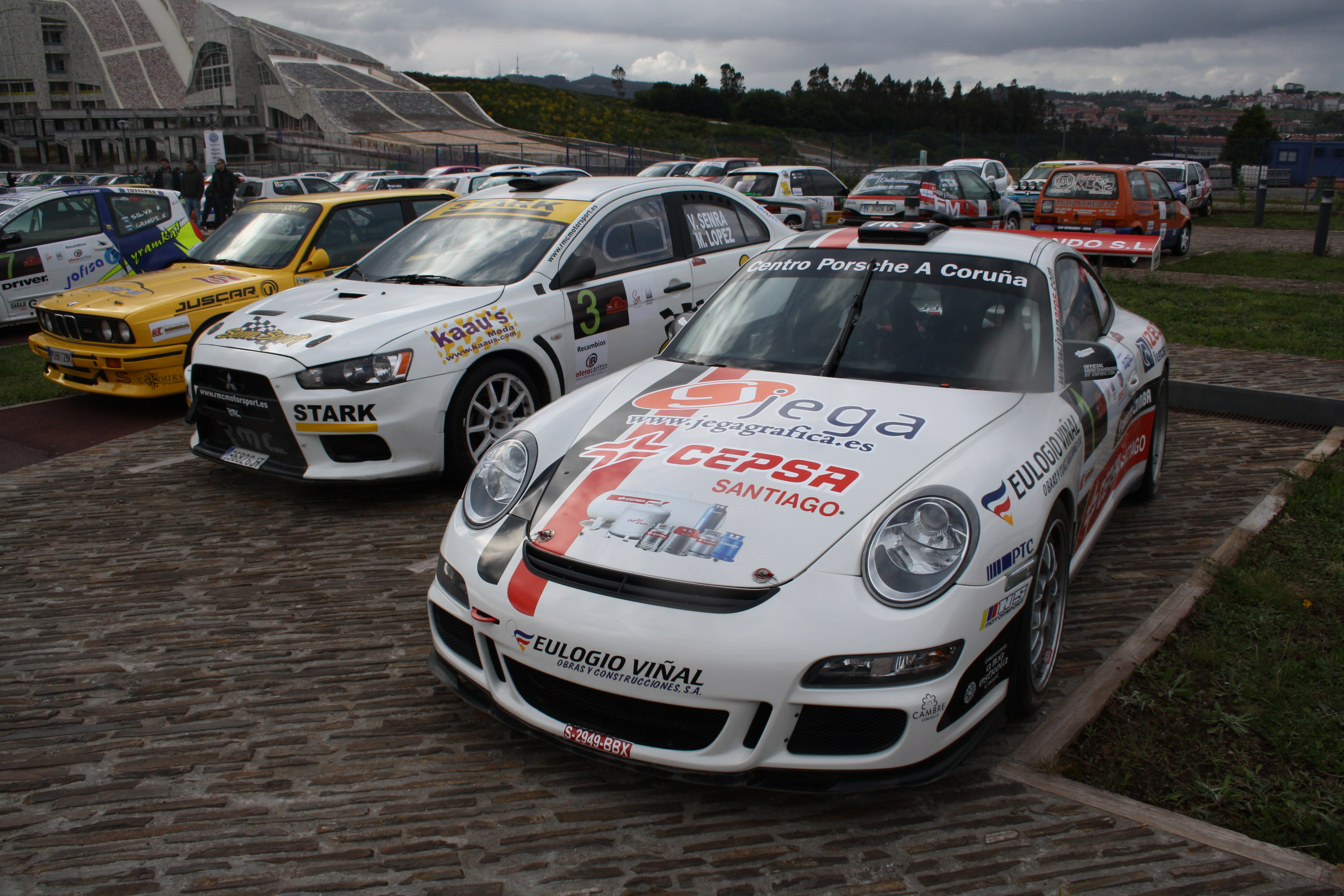
Porsche 997 GT3 de Iván Ares, segundo clasificado, al lado del Mitsubishi Lancer Evo X R4 de Víctor Senra.

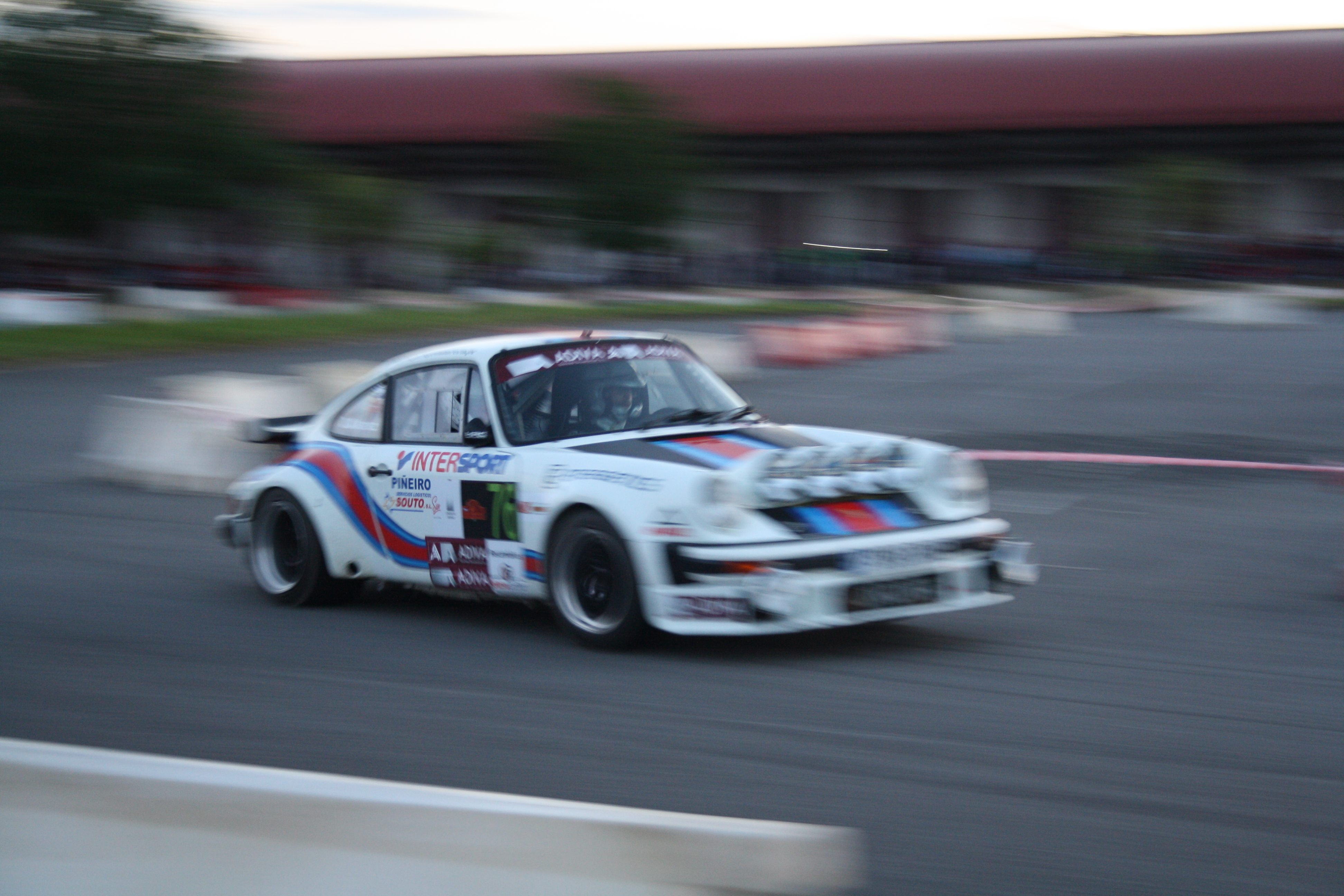
Fernando Piñeiro venció en la categoría de históricos. En la imagen durante el tramo disputado en el Recinto Feiral de Amio.

| #   | Piloto                    | Copiloto                        | Automóvil                  | Tiempo    | Difere. |
| --- | ------------------------- | ------------------------------- | -------------------------- | --------- | ------- |
| 1.  | Víctor Senra              | Ramón López Marín               | Mitsubishi Lancer Evo X R4 | 1:05:05.7 | 0.0     |
| 2.  | Iván Ares                 | Álvaro Bañobre                  | Porsche 997 GT3 RS 3.6     | 1:05:50.9 | +45.2   |
| 3.  | Iago Silva Domínguez      | Diego Grande Varela             | Citroën C2 R2 Max          | 1:08:56.6 | +3:50.9 |
| 4.  | Javier Martínez Carracedo | Marcos Fernández Domínguez      | Renault 5 GT Turbo         | 1:09:06.4 | +4:00.7 |
| 5.  | Alberto López Belón       | Aarón Miguel Castrodá           | Mitsubishi Lancer Evo X    | 1:09:08.0 | +4:02.3 |
| 6.  | Celestino Iglesias        | Jorge Iglesias Cores            | Ford Fiesta R2             | 1:09:34.4 | +4:28.7 |
| 7.  | Fernando Piñeiro          | Daniel Álvarez Rivas            | Porsche 930 Turbo          | 1:10:16.8 | +5:11.1 |
| 8.  | Víctor Magariños          | Juan Carlos Asorey              | BMW M3 E30                 | 1:10:29.0 | +5:23.3 |
| 9.  | David García Sanjuan      | Juan Francisco García Fernández | Peugeot 106 GTI            | 1:10:52.9 | +5:47.2 |
| 10. | Sergio Pereiras Jamardo   | Manuel Vicente Rial             | Renault Clio Sport         | 1:11:08.6 | +6:02.9 |